# 諾曼鎮區 (明尼蘇達州耶洛梅德辛縣)
諾曼鎮區（英語：Norman Township）是位於美國明尼蘇達州耶洛梅德辛縣的一個行政鎮區。

## 歷史
諾曼鎮區於1874年成立，得名自於當地定居的挪威人。

## 地方資料
諾曼鎮區的面積為90.37平方千米，當中陸地面積為90.25平方千米，而水域面積為0.12平方千米。根據2020年美國人口普查的數據，當地共有人口238人，而人口密度為每平方千米2.63人。